# 出世稲荷神社 (水戸市)
出世稲荷神社（しゅっせいなりじんじゃ）は、茨城県水戸市栗崎町にある神社。祭神は宇迦之御魂大神。

## 概要
この地に稲荷神社が祀られたのは1860年（万延元年）のことで、震災にて崩落してしまった石灯篭にも創建の年紀が刻まれていた。
安全上の理由で神社が鎮座する杜に打ち捨てられた灯篭の年紀部分を、地元の有志が元あった場所に運んで無事復座している。
創建以来御利益の高い奇特な神社として栄え、県内は元より県外各地から数多くの参拝客が足を運び、神社周辺には商店や宿屋など様々な商業施設が連なっていた。地域住民の父母祖父母の思い出語りにも、かつての縁日の大賑わいが伝えられていて、神社へとつながる山中の小路は「出世街道」と呼ばれ、明治以降になると日清日露や大東亜戦争に出征する兵士や家族達の参拝が多かったことから「出征街道」とも呼ばれていた。